# پاسکال اوژیه
پاسکال اوژیه (فرانسوی: Pascale Ogier‎; ۲۶ اکتبر ۱۹۵۸ – ۲۵ اکتبر ۱۹۸۴) یک هنرپیشه اهل فرانسه بود. او برنده جام ولپی بهترین بازیگر زن شد و پس از مرگ نامزد دریافت جایزه سزار بهترین بازیگر زن برای بازی در فیلم شب‌های ماه پر شد.

## فیلم‌شناسی
- پائولینا می‌رود (۱۹۶۹)
- مادام کاملیا (۱۹۸۱)
- کوارتت (۱۹۸۱)
- درود بر مریم (۱۹۸۴)
- شب‌های ماه پر (۱۹۸۴)